# Ajia Marina Chrisochus
Ajia Marina Chrisochus (gr. Αγία Μαρίνα Χρυσοχούς) – wieś w Republice Cypryjskiej, w dystrykcie Pafos. W 2011 roku liczyła 647 mieszkańców.